# Erythrogonia albovittata
Erythrogonia albovittata är en insektsart som beskrevs av Melichar 1926. Erythrogonia albovittata ingår i släktet Erythrogonia och familjen dvärgstritar. Inga underarter finns listade i Catalogue of Life.